# Béjar
Béjar is een gemeente in de Spaanse provincie Salamanca in de regio Castilië en León met een oppervlakte van 45,74 km². Béjar telt 13.403 inwoners (1 januari 2016).

## Demografische ontwikkeling
Bron: INE; 1857-2011: volkstellingen
Opm.: In 1970 werd Palomares aangehecht

## Geboren in Béjar
- Laudelino Cubino (1963), wielrenner
- Roberto Heras (1974), wielrenner